# له پلانته
له پلانته (به فرانسوی: Le Plantay) یک کمون (فرانسه) در فرانسه است که در ان (اوورنی-رون-آلپ) واقع شده‌است.
 له پلانته ۱۹٫۹۶ کیلومتر مربع مساحت دارد  ۲۷۵ متر بالاتر از سطح دریا واقع شده‌است.